# 店子镇 (冠县)
店子镇，是中华人民共和国山東省聊城市冠县下辖的一个乡镇级行政单位。

## 行政区划
店子镇下辖以下地区：
店子村、高庄子村、东化村、西化村、东孔村、西孔村、赵固村、王当铺村、董当铺村、靖当铺村、大近村东村、大近村西村、赵当铺村、石头村、李张固村、赵庄村、小近村、刘张固村、郭张固村、野马庄村、里固九甲村、姚张固村、曲张固东村、曲张固西村、张张固村、李寨村、里固七甲村和里固八甲村。